# Rotationslaser

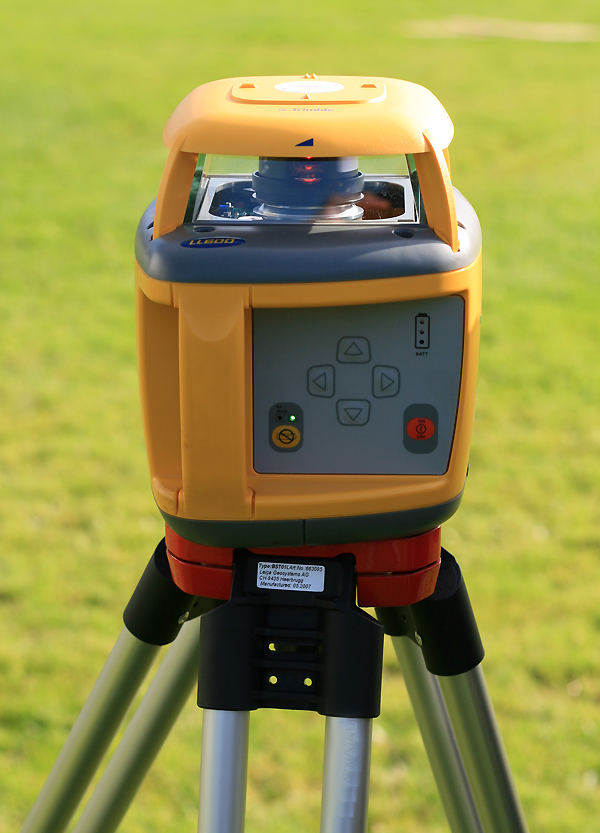
Rotationslaser (Trimble LL600)

Ein Rotationslaser ist ein Gerät zur rationellen Bestimmung von Höhen. Er findet bei Bauarbeiten, Maschinenvermessungen und -ausrichtungen Anwendung. Letztere stellt wesentlich höhere Anforderungen an die Genauigkeit des Messsystems als der Einsatz bei Bauarbeiten.

## Beschreibung
Ein Laserstrahl wird von einem Pentagonprisma um 90° umgelenkt. Durch Rotation dieses Prismas um seine Stehachse wird eine Bezugsebene erzeugt. Je nach Bauart kann diese Ebene horizontal, vertikal oder mit einem definierten Neigungswinkel zur Erdoberfläche verlaufen. Die Höhenlage des Laserstrahls kann im Zielpunkt mit einem photoelektrischen Detektor oder, sofern der Laser im sichtbaren Wellenlängenbereich (400–700 nm) emittiert, mit bloßem Auge an einer Nivellierlatte erfasst und abgelesen werden.
In der Regel wird eine horizontale Ausgangsebene zugrunde gelegt. Diese Ebene wird entweder manuell mit Hilfe von Libellen oder selbsttätig mit Hilfe von Neigungskompensatoren horizontiert. Davon abweichende Ebenenwinkel können durch entsprechende Anordnung von Umlenkprismen oder Neigung der Optik relativ zum Kompensations- und Stabilisierungsmechanismus eingestellt werden.
Rotationslaser besitzen meistens eine selbstständige Feinhorizontierung. Sie sind fernbedienbar und arbeiten selbsttätig. Ihre Reichweite liegt bei bis zu 500 Metern; die Genauigkeit im Baubereich beträgt 5 bis 10 mm auf 100 Meter Entfernung, im Maschinen- und Anlagenbau bis zu 0,001 mm/m. Rotationslaser haben in der Regel die Laserklasse 2 oder 3R nach DIN-EN 60825-1.
Die Nachteile von Rotationslasern sind unter anderem, dass Luftturbulenzen und Refraktion einen Einfluss auf die Messgenauigkeit haben und sie störanfällig gegenüber Erschütterungen sind. Dies wirkt sich besonders bei großen Entfernungen aus.

## Einsatz

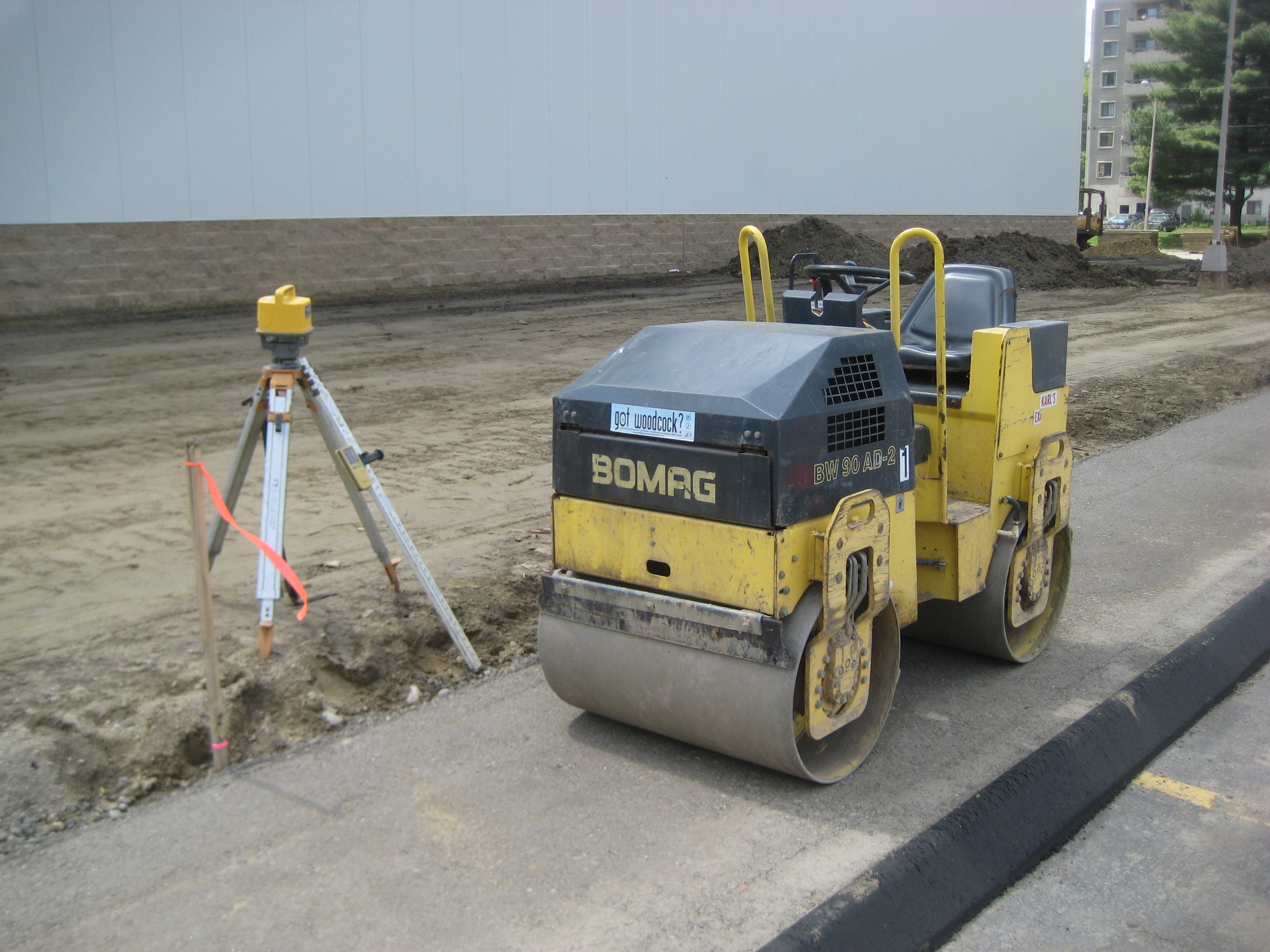
Rotationslaser auf einer Baustelle

### Einsatz als Messsystem zur Maschinenvermessung und -ausrichtung

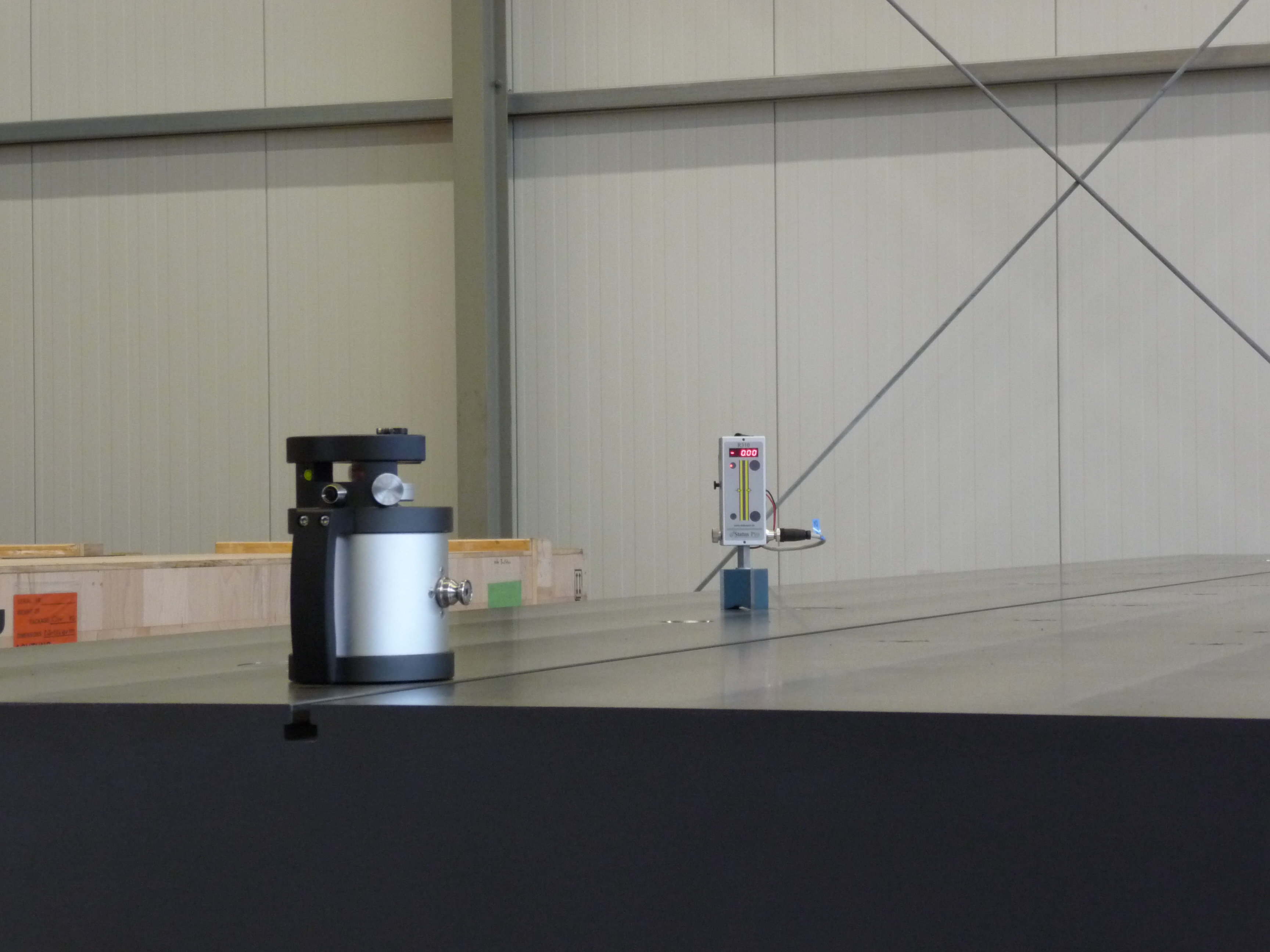
Ebenheitsmessung mit Rotationslaser

Um Maschinen und Anlagen zu vermessen (Ebenheit, Geradheit, Rechtwinkligkeit oder Parallelität) werden ebenfalls Rotationslaser eingesetzt. Die Anforderungen aufgrund der Präzision heutiger Werkzeugmaschinen sind um ein Vielfaches höher als bei Lasersystemen, die auf Baustellen zum Einsatz kommen. Hier müssen Genauigkeiten von 0,01 mm/m bis hin zu 0,001 mm/m erreicht werden. Bei Anlagen (z. B. Kranvermessungen oder Flanschebenheit bei Windkraftanlagen) liegen die Anforderungen im Bereich von 0,1 mm/m bis 0,01 mm/m.
Auch für diese Messaufgaben werden Rotationslaser eingesetzt. Ein Teil des Laserstrahls wird von einem Pentagonprisma um 90° umgelenkt. Durch Rotation dieses Prismas um seine Stehachse wird eine Referenzebene erzeugt. Je nach Aufstellung des Lasers kann diese Ebene horizontal, vertikal oder mit einem definierten Neigungswinkel zur Maschinenoberfläche verlaufen. Wenn die Referenzebene horizontal zur Maschinenoberfläche (z. B. Maschinentisch einer Werkzeugmaschine) ausgerichtet ist, lässt sich mit einem entsprechenden Empfänger die Ebenheit des Maschinentisches bestimmen. Mit einem photoelektrischen Sensor kann nun, wie mit einer Messuhr, die Höhenlage an verschiedenen Punkten gemessen werden. Dies erfolgt über ein Display im Sensor oder, zur Dokumentation, über eine Bluetooth-Verbindung des Sensors mit einem Computer, auf welchem die entsprechende Software installiert ist. Auf diesem Weg wird die Ebenheit einer Oberfläche ermittelt.
Außerdem besitzt der Laser eine zuschaltbare Selbstnivellierung, so dass die Referenzebene zur Vermessung lotrecht zur Gravitation ausgerichtet ist und die Vermessung bzw. Ausrichtung der Maschine in Bezug zur Gravitation erfolgt. Der andere Teil des Laserstrahls passiert das Pentaprisma ohne Umlenkung und steht somit sehr präzise im rechten Winkel auf der vom rotierenden Laserstrahl gebildeten Referenzebene. Dieser „stehende“ Strahl lässt sich für die Messung der Geradheit einer Achse und für die Messung der Rechtwinkligkeit (z. B. Werkzeugaufnahme einer Fräsmaschine in Bezug zur Referenzebene Maschinentisch) nutzen. 

## Siehe auch

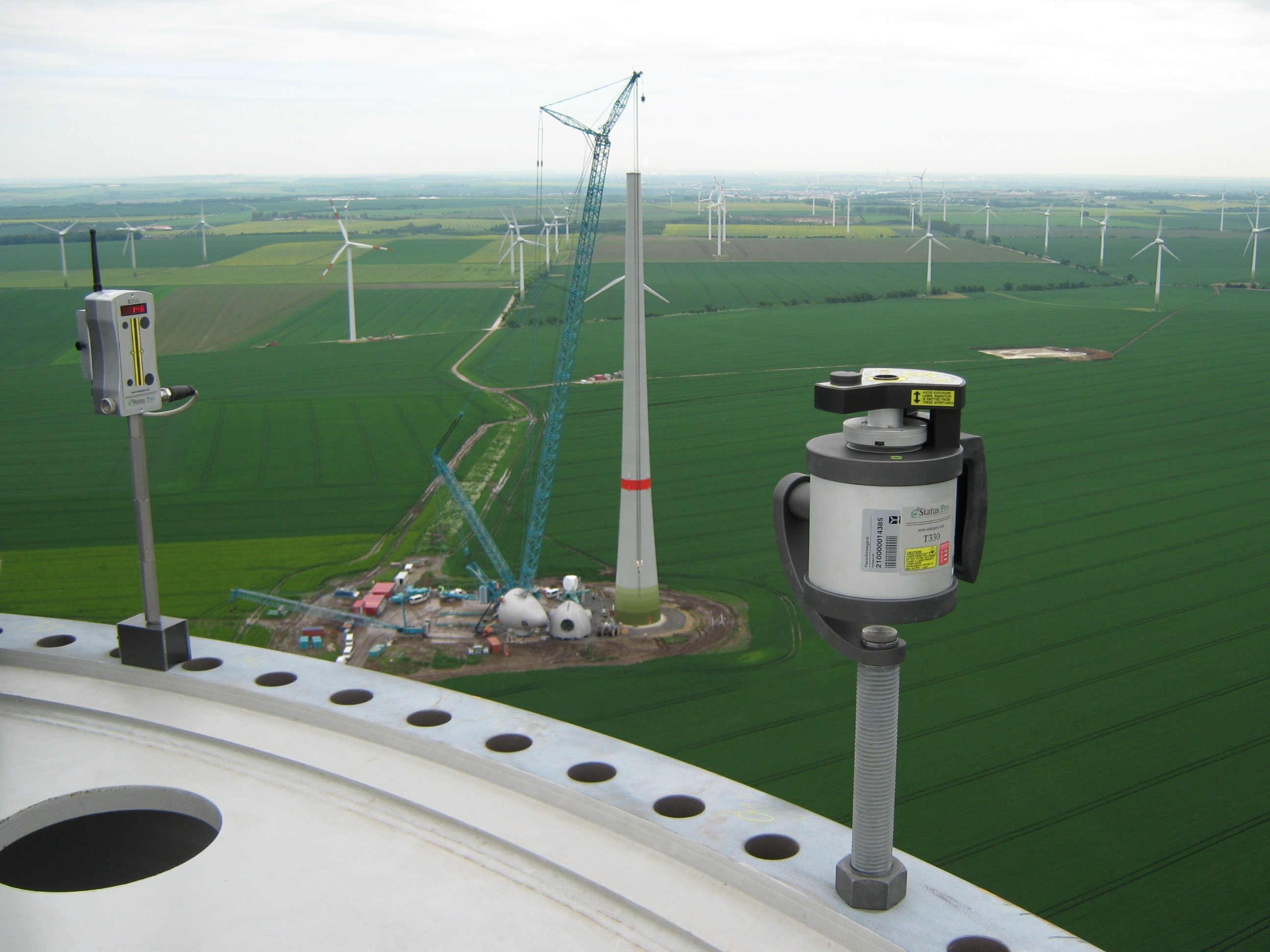
Messung der Flanschebenheit